# Tyree Glenn
Tyree Glenn (23. listopadu 1912 Corsicana, Texas, USA – 18. května 1974 Englewood, New Jersey) byl americký jazzový pozounista, který v letech 1947–1951 hrál v orchestru Duke Ellingtona.
Ve třicátých letech se ze svého rodného Texasu, kde hrál s několika místními hudebníky, přestěhoval do Washingtonu, D.C., kde v letech 1934–1936 hrál v kapele Tommyho Mylese. V následujících letech hrál s Charliem Echolsem (1936), Eddie Barefieldem (1936), Eddie Mallorym (1937), Benny Carterem (1937) a Cab Callowayem (1939–1946).